# Vippachedelhausen
Vippachedelhausen era un municipio del distrito de Weimarer Land, en el estado federado de Turingia (Alemania). Desde el 1 de enero de 2019 la zona forma parte del municipio de Am Ettersberg.